# Carl Leonard Müller von der Lühnen
Carl Leonard Müller von der Lühnen, född 6 augusti 1643 i Pommern, död 12 juli 1707 på Winterdorf i Pommern, var en svensk friherre och militär.
Carl Leonard Müller von der Lühnen var son till general Burchard Müller von der Lühnen och Ilsabe Maria von Schmälingen samt far till Wilhelm Burchard Müller von der Lühnen. Han blev kornett vid pommerska lantmilisen 1657, hovjunkare hos Karl XI 1661, fänrik vid Livgardet 1663, löjtnant där 1665, kaptenlöjtnant samma år och ryttmästare vid Jämtlands kavalleriregemente 1668. Müller von der Lühnen reste utomlands 1668, var anställd vid regementet Royal Allemand och återkom till Sverige 1671. Han blev ryttmästare vid Skånska kavalleriregementet 1672, gick åter i utländsk tjänst samma år och återkom till Sverige 1674. Samma år blev Müller von der Lühnen överstelöjtnant vid Dalregementet, var envoyé till Hannover 1675 och var 1675–1676 kommendant i Greifswald. Han var 1681–1682 överste och chef för en av honom själv uppsatt dragonskvadron och kommendant i Stade, var 1682–1706 chef för Riksänkedrottningens livregemente till fot, blev 1683 kommendant i Wismar samt 1694 upphöjd till friherre och kommendant i Stettin. Müller von der Lühnen hade 1691 och 1692 befälet över de 3 000 man hjälptrupper som skickades till Rhenströmmen. Han blev senare överkommendant i Stralsund, generalmajor av infanteriet 1698 och generallöjtnant 1705.